# Flamenco chill
Flamenco chill – hiszpańska odmiana muzyki chillout, charakteryzująca się częściowym ograniczeniem brzmień elektronicznych na rzecz brzmienia gitary, trąbek czy instrumentów perkusyjnych.
Artyści tworzący utwory w gatunku flamenco chill zazwyczaj rezygnują z pełnego ekspresji głosu wokalnego, który nie wpisuje się w estetykę chilloutową. Pozostawiają jednak inne cechy charakterystyczne dla czystego flamenco takie jak: mikrotonowość, portamento, rytmikę.

## Artyści
- Chambao
- Bracia Sotomayor (Francisco i Nacho)
- Freddy Marquez
- Almasala